# Döhren-Wülfel
Döhren-Wülfel ([ˈdøːʁən ˈvʏlfəl] ⓘ) ist der 8. Stadtbezirk in der niedersächsischen Landeshauptstadt Hannover. Er hat 35.516 Einwohner (18.290 Frauen und 17.226 Männer) und besteht aus den Stadtteilen Döhren (13.571 Einwohner), Mittelfeld (9.673 Einwohner), Seelhorst (3.602 Einwohner), Waldhausen (2.294 Einwohner), Waldheim (1.743 Einwohner) und Wülfel (4.633 Einwohner) (Stand: 31. Dezember 2022).

## Döhren
Döhren liegt im Nordwesten des Stadtbezirks. Die Hildesheimer Straße als eine der großen Ausfallstraßen aus dem Stadtzentrum durchzieht Döhren als Hauptverkehrsader.

### Geschichte
Döhren wurde 983 als „Thurnithi“ erstmals urkundlich erwähnt. Der Name wandelte sich über Thornithe (1022), Dorne (1300), Dornede (1311), Dornde (1320), Dörnede (1344). Am 22. Juni 1671 schenkte Herzog Georg von Lüneburg dem Herzog Johann Friedrich von Calenberg als Dank für die Hilfe bei der Einnahme der Stadt Braunschweig die drei Dörfer (Alt-)Laatzen, Wülfel und Döhren. Seitdem gehört Laatzen zum „Kleinen Freien“. Die Einwohner im „Kleinen Freien“ hatten wie die des Großen Freien besondere Rechte. Sie durften in den Wäldern der Gegend jagen, jedoch mussten sie eine eigenständige Kompanie (unterstellt dem Amt Koldingen) dem Calenberger Herzog abstellen.

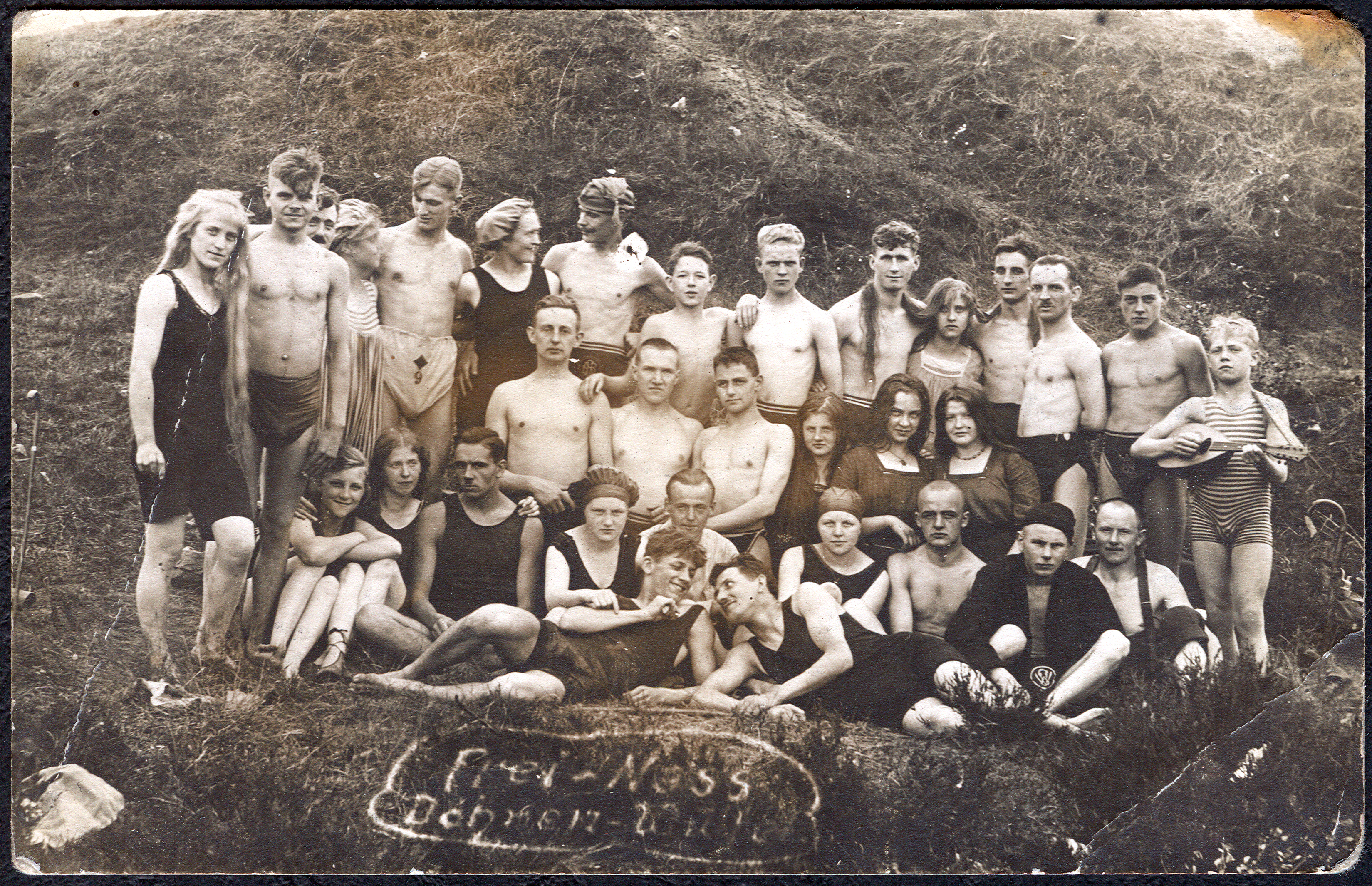
Jugendliche um 1920 im Badeanzug vom Verein Frei-Nass in Döhren-Wülfel

Die Anfang des 20. Jahrhunderts eröffnete Flussbadeanstalt Wülfel wurde 1954 geschlossen.
In Döhren gab es bis in die 1960er Jahre noch einige Bauernhöfe und eine Schmiede. Ebenfalls bis in diese Zeit gab es im Stadtteil zwei Kinos: der Europapalast in der Borgentrickstraße hatte einen großen runden Besucherraum, er war lange Zeit das größte Kino in Hannover. Das zweite, sehr kleine Kino war die Schauburg, auch Flohkino genannt. Es wurde später von einer religiösen Gruppe als Gemeindezentrum übernommen. Die Vorführungen in der Schauburg begannen regelmäßig 15 Minuten später als im Europapalast, weil die Rollen mit der Wochenschau nach dem Abspielen immer mit dem Fahrrad zur Schauburg gebracht wurden.

### Stadtbild

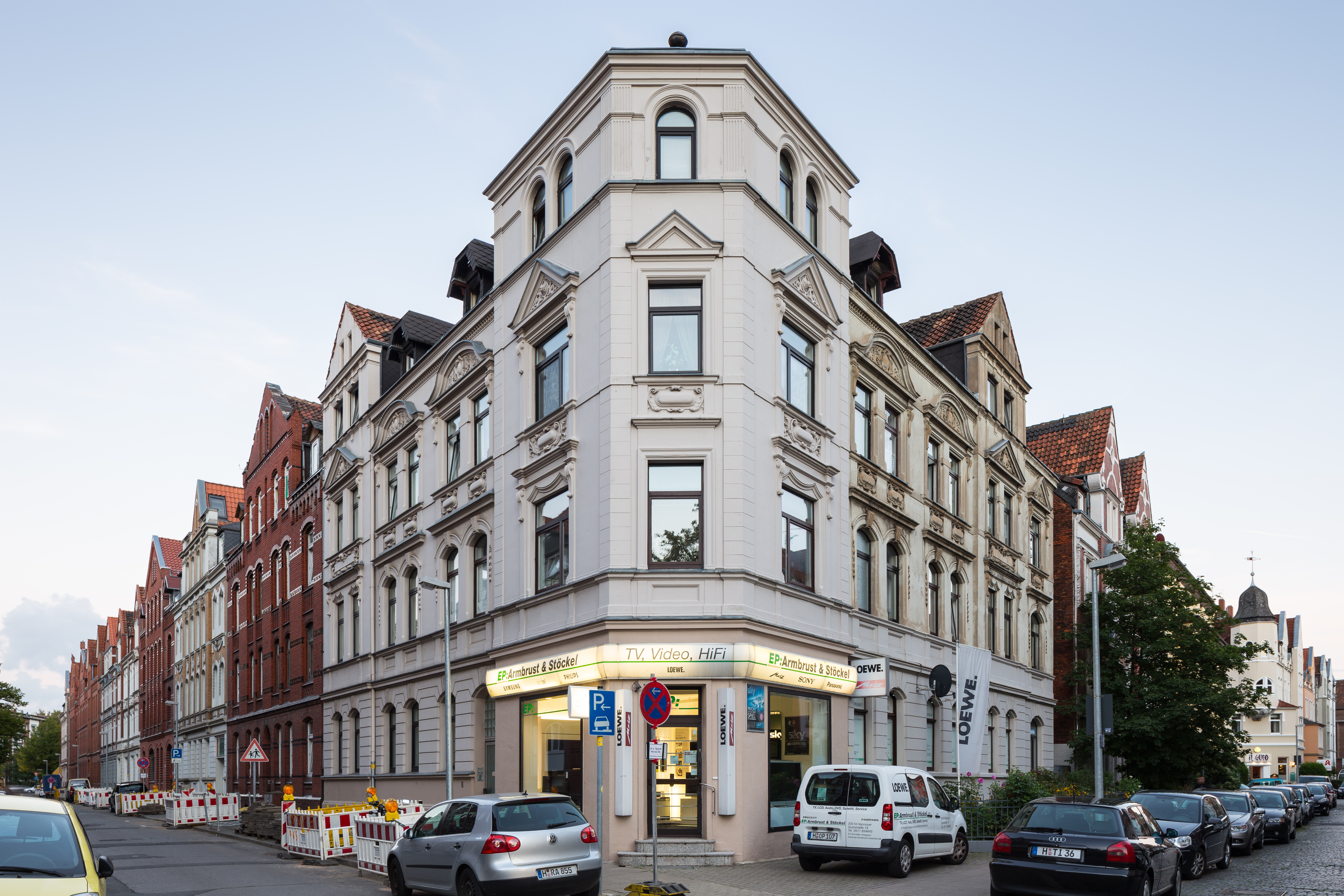
Gründerzeithaus nahe dem Fiedelerplatz

Döhren hat u. a. ein Viertel mit Wohnhäusern aus der Gründerzeit nahe dem Fiedelerplatz in Döhrens Zentrum. Beliebt sind der Wochenmarkt sowie der Bauernmarkt auf dem Fiedelerplatz, der mit zahlreichen Geschäften auch einen zentralen Punkt des Stadtteils darstellt. Ein weiterer Mittelpunkt des Stadtteils mit Geschäften, öffentlichen Einrichtungen, Bus- und Bahnlinien ist der Bereich um die Kreuzung Hildesheimer Straße/Peiner Straße/Abelmannstraße.
Eines der ältesten Bauwerke Döhrens ist der im 14. Jahrhundert erbaute Turm der evangelischen St.-Petri-Kirche. Die Kirche wurde im Zweiten Weltkrieg schwer beschädigt und als Bartningsche Notkirche wiedererrichtet. Im Bereich um die Kirche steht ein Schulgebäude, in dem lange die „Volksschule am Lindenhofe“ beheimatet war. Später wurde es von anderen Schulen genutzt, darunter dem Hannover-Kolleg. Heute beherbergt es die reformpädagogisch orientierte Glockseeschule, die ursprünglich an der Glocksee in der Calenberger Neustadt angesiedelt war.
Der Döhrener Turm steht nicht in Döhren, sondern in der Südstadt etwa 300 Meter außerhalb Döhrens.

### Döhrener Wolle

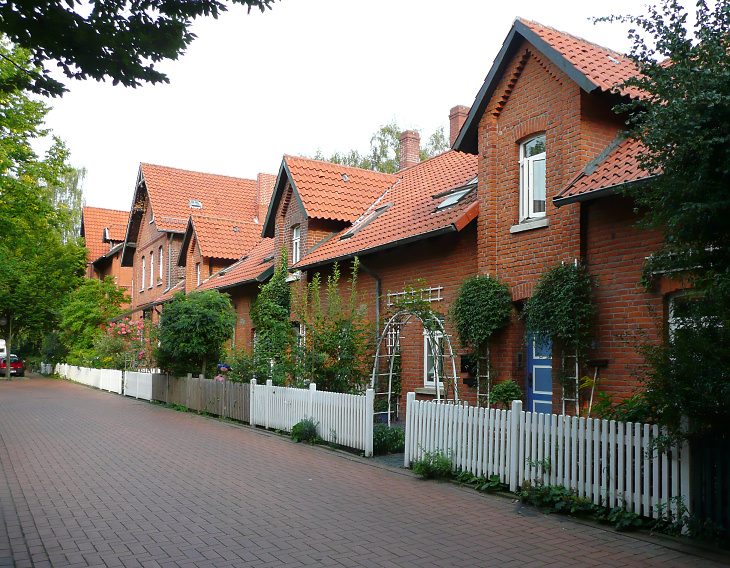
Häuserzeile der Arbeitersiedlung Döhrener Jammer

Im Südwesten entstand in den 1980er Jahren eine Neubausiedlung auf einer Leineinsel. Sie entstand durch einen zur Stromgewinnung angelegten Flussarm. Die Siedlung wurde auf dem ehemaligen Fabrikgelände der Döhrener Wollwäscherei und -kämmerei (WW&K) errichtet. Dort befanden sich bis in die zweite Hälfte des 20. Jahrhunderts ausgedehnte Fabrikationsstätten für die Wollreinigung; es war die zweitgrößte Fabrik dieser Art in Deutschland. Auf dem Müllablagerungsplatz der WW&K fand man in Australien beheimatete Pflanzen, die mit den Resten der gereinigten Wolle dort hingelangt sind. Das ehemalige Pförtner- und Feuerwehrhaus ist heute ein Restaurant. Der Uhrturm am Haupteingang und der Wolle-Widder als Denkmal auf dem ehemaligen Fabrikgelände sind erhalten geblieben. Die Fabrik hatte einen Gleisanschluss an den Bahnhof Wülfel mit eigenen Lokomotiven (die Wollebahn). An der heutigen Straße „An der Wollebahn“ befand sich ein großes Kohlelager der WW&K.
Die Arbeitersiedlung der WW&K wird der „Döhrener Jammer“ genannt. Die Arbeiter waren aus dem Eichsfeld angeworben worden. An der Hildesheimer Straße waren die Wohnungen für die führenden Kräfte der WW&K in mehrstöckigen Häusern errichtet; je näher man an das Werksgelände kam, desto einfacher wurden die Häuser (Weserstraße, Emsstraße). Diese Siedlung wurde nach der Schließung der WW&K von der Baugesellschaft Neue Heimat gekauft.

### Infrastruktur
Im Stadtteil befinden sich folgende Einrichtungen: TÜV Nord, Bau-Berufsgenossenschaft, Volkswagenstiftung, Polizeiinspektion Hannover-Süd.
In Döhren gibt es mehrere Schulen: das Abendgymnasium und das Hannover-Kolleg (Gymnasien für Erwachsene), die Dietrich-Bonhoeffer Realschule, die katholische Grundschule Kardinal Bertram Schule, zwei staatliche Grundschulen (Grundschule Suthwiesenstraße und Heinrich-Wilhelm-Olbers-Grundschule) und die Glockseeschule. Der Caritasverband unterhält ein Heim der Kinder- und Jugendhilfe, das Klinikum Wahrendorff eine psychiatrische Tagesklinik.
Des Weiteren gibt es hier das Freizeitheim Döhren, ein Jugendzentrum, einen Spielpark, eine Stadtteilbücherei und ein Bürgeramt sowie zwei evangelische Kirchen (St. Petri-Kirche und Auferstehungskirche), eine katholische (St. Bernward-Kirche) und eine neuapostolische Kirche (Hannover-Süd).
In Döhren befinden sich ein üstra-Stadtbahnbetriebshof und die hannoversche Niederlassung vom Roten Kreuz. Das ehemalige Straßenbahndepot an der Hildesheimer Straße wurde abgerissen und an dessen Stelle das Timon Carré errichtet. Auf der Fläche der 2006 abgerissenen ehemaligen BMW-Niederlassung an der Hildesheimer Straße wurde 2009 ein Einkaufs- und Gewerbezentrum eröffnet.
Der Fußballverein Niedersachsen Döhren ist in vielen Sportarten vertreten. Der Rugbyverein VfR Döhren musste seinen Platz für den Bau der Schule Olbersstraße aufgeben und hat einen neuen Platz an der Grenze Waldhausen/Südstadt in der Eilenriede. Weitere Sportvereine sind der Paddel-Klub Hannover und der Turnverein Döhren (TV Döhren), der Rugbyverein FC Schwalbe Döhren sowie die Schützen-Vereinigung Döhren von 1861 e. V.
Döhren hat die mit großem Abstand höchste Dichte an Tischtennisvereinen in der Stadt, da Niedersachsen, VfR, Paddel-Klub, TV und Schwalbe alle jeweils eine Tischtennissparte haben.

### Umgebung
Im Westen erstreckt sich um die Leine eine weiträumige Auen- und Wiesenlandschaft mit Frei-Badeteichen und Angelteichen, die vom bis in die 1970er Jahre bestehenden Kiesabbau herrühren. Das Gebiet um Leine und Ricklinger Kiesteiche ist im Sommer eines der bedeutenden Naherholungsziele Hannovers. Am Sieben-Meter-Teich (der angeblich genau sieben Meter tief sein soll) gibt es eine FKK-Badestelle. Besonders beliebt ist auch der wegen seiner Form so genannte Dreiecksteich, um den herum sich an Sommertagen mehrere tausend Menschen vergnügen. Das weitläufige Wiesenareal rund um diesen Teich ist auch bei Drachen- und Modellflugzeugfreunden sehr beliebt. Der Südrand der Eilenriede und der Maschsee grenzen im Norden an den Stadtteil Döhren. Dort gibt es viele Kleingärten-Kolonien, darunter die Kleingartenkolonie „Döhrener Masch“.
Nach dem Zweiten Weltkrieg waren bis in die 1950er Jahre noch Reste der alten Willmerschen Ziegelei vorhanden. Dort befindet sich heute ein kleines Gewerbegebiet. Auf der Leine gab es bis in die 1970er Jahre eine Passagier-Flussschifffahrt. Die Fahrzeuge starteten an der Brückstraße und fuhren bis in die Nähe des Hannoverschen Rathauses.

## Mittelfeld

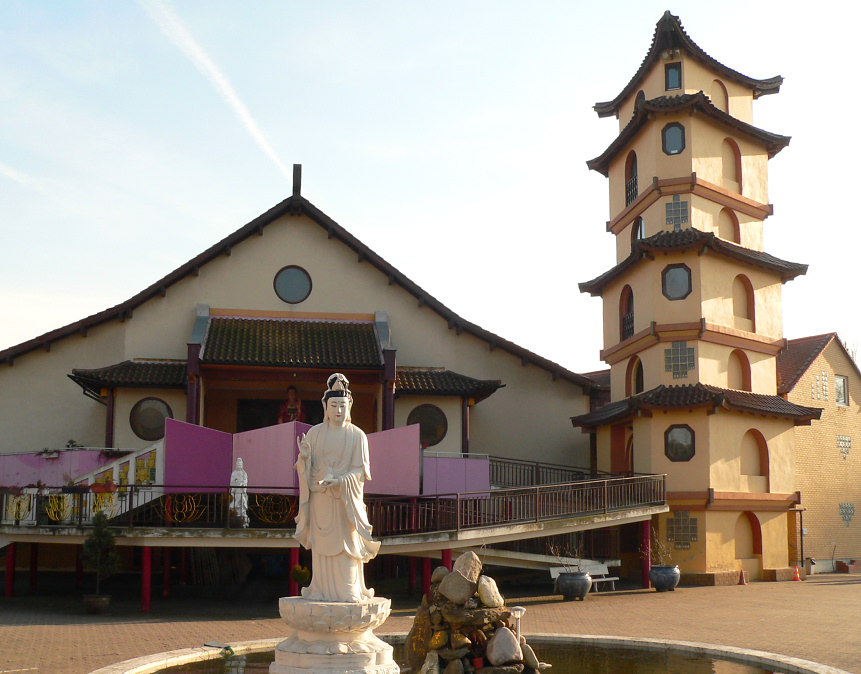
Pagode Viên Giác mit Avalokiteshvara-Statue in Mittelfeld

Mittelfeld liegt am südlichen Stadtrand. Er wird begrenzt durch die Eisenbahnstrecke nach Göttingen und die Karlsruher Straße im Westen, die Garkenburgstraße und das Waldgebiet Seelhorst im Norden, die Straßen Schwarze Worth, Schlehengarten und Laatzener Straße, Cousteaustraße und den Kronsberg im Osten sowie die Kronsbergstraße, den Messeschnellweg und die Wülferoder Straße im Süden.
Der Stadtteil entstand in den 1950er Jahren als Siedlung für Heimatvertriebene. Östlich des Messeschnellwegs befindet sich die in den 1930er Jahren entstandene Siedlung Hannover-Seelhorst. Nördlich davon befindet sich das Berufsbildungswerk des Annastiftes, auf dessen Gelände eine Weidenkirche errichtet wurde. Angrenzend befindet sich eine Bezirkssportanlage; hier trainiert der VfB Hannover-Wülfel.
Im Stadtteil befindet sich das über 130 Hektar große Messegelände Hannover, welches etwa die Hälfte der Fläche des Stadtteils in Anspruch nimmt. Das ehemalige Expo-Gelände mit der ZAG-Arena gehört ebenfalls zu Mittelfeld.
An der Eisenbahnstrecke befindet sich das Üstra Busdepot Süd. Am Lehrter Platz liegt die evangelische Gnadenkirche zum Heiligen Kreuz von 1962, nicht weit davon die katholische St.-Eugenius-Kirche von 1956. An der Karlsruher Straße befindet sich die Pagode des Klosters Viên Giác der Kongregation der Vereinigten Vietnamesischen Buddhistischen Kirche, die zu den größten außerhalb von Vietnam gehört.

## Seelhorst

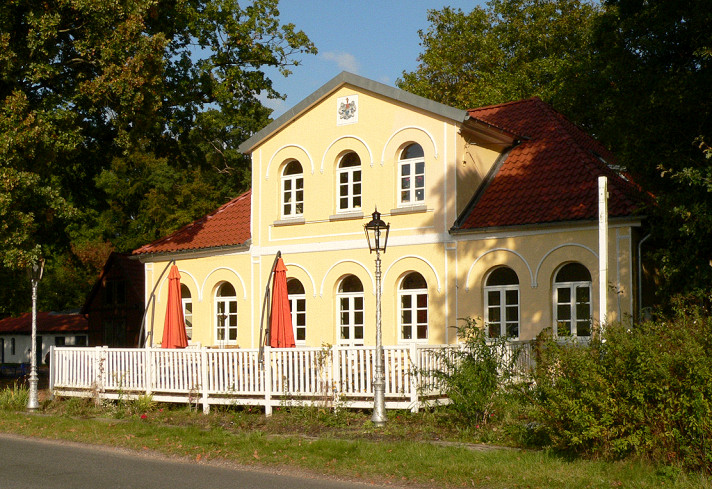
Waldwirtschaft Seelhorst (Restaurant „Altes Jagdhaus“)

Seelhorst wird im Westen begrenzt von der Eisenbahnstrecke nach Göttingen, im Nordwesten durch die Güterumgehungsbahn, im Nordosten durch den Messeschnellweg und im Süden durch die Garkenburgstraße. Die nord- und südöstliche Grenze des Stadtteils wird durch den Rand des namensgebenden Waldgebietes Seelhorst gebildet.
Am Waldrand im Nordwesten lag im 11. bis 14. Jahrhundert das wüst gewordene Dorf Süßerode. Noch 1613 wurden ein „Süßeroder Kirchhof“ und ein Galgen auf einer Karte der Gegend verzeichnet. Am Südrand der Seelhorst lag die „Gardeckerburg“, die 1485 im bischöflichen Lehnsregister von Hildesheim genannt wird. Das Aussehen der Gardeckerburg, bei der es sich um ein wehrhaftes Schloss gehandelt haben soll, ist unbekannt. Bodenfunde lassen darauf schließen, dass in der Seelhorst bereits 1820 Waldarbeiter und -Aufseher ihre Unterkunft hatten. Werner von Grävemeyer, einer der ersten Bauherren in der Seelhorst, ließ sich 1852 ein Jagdhaus errichten. 1907 wurde die ursprünglich zu Döhren gehörende Siedlung Seelhorst nach Hannover eingemeindet. Die Stadt legte 1919 den Stadtfriedhof Seelhorst an.
1932 wurde auf einem im Südwesten des Waldes gelegenen Spargelfeld auf dem Gelände mit dem alten Flurnamen „Im Wolfskampe“ die heute zu Mittelfeld gehörende Kleinsiedlung Hannover-Seelhorst gegründet. Die Siedlerstellen wurden an durch die Weltwirtschaftskrise arbeitslos gewordene kinderreiche Handwerker vergeben. Dies war verbunden mit der Auflage der Errichtung der Häuser in Selbsthilfe sowie der Selbstversorgung durch Kleintierhaltung und der Bewirtschaftung des auf einen halben Morgen (1.250 m2) bemessenen Nutzgartens.
In Baugebieten der Seelhorst, unter anderem auf einem Teil eines ehemaligen Friedhofgeländes, entstanden zwischen 2005 und 2010 rund 150 Wohnhäuser.

## Waldhausen

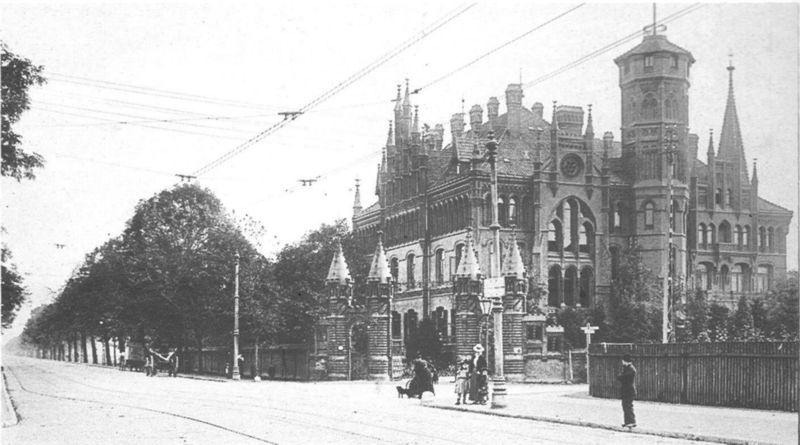
Villa Willmer, um 1900

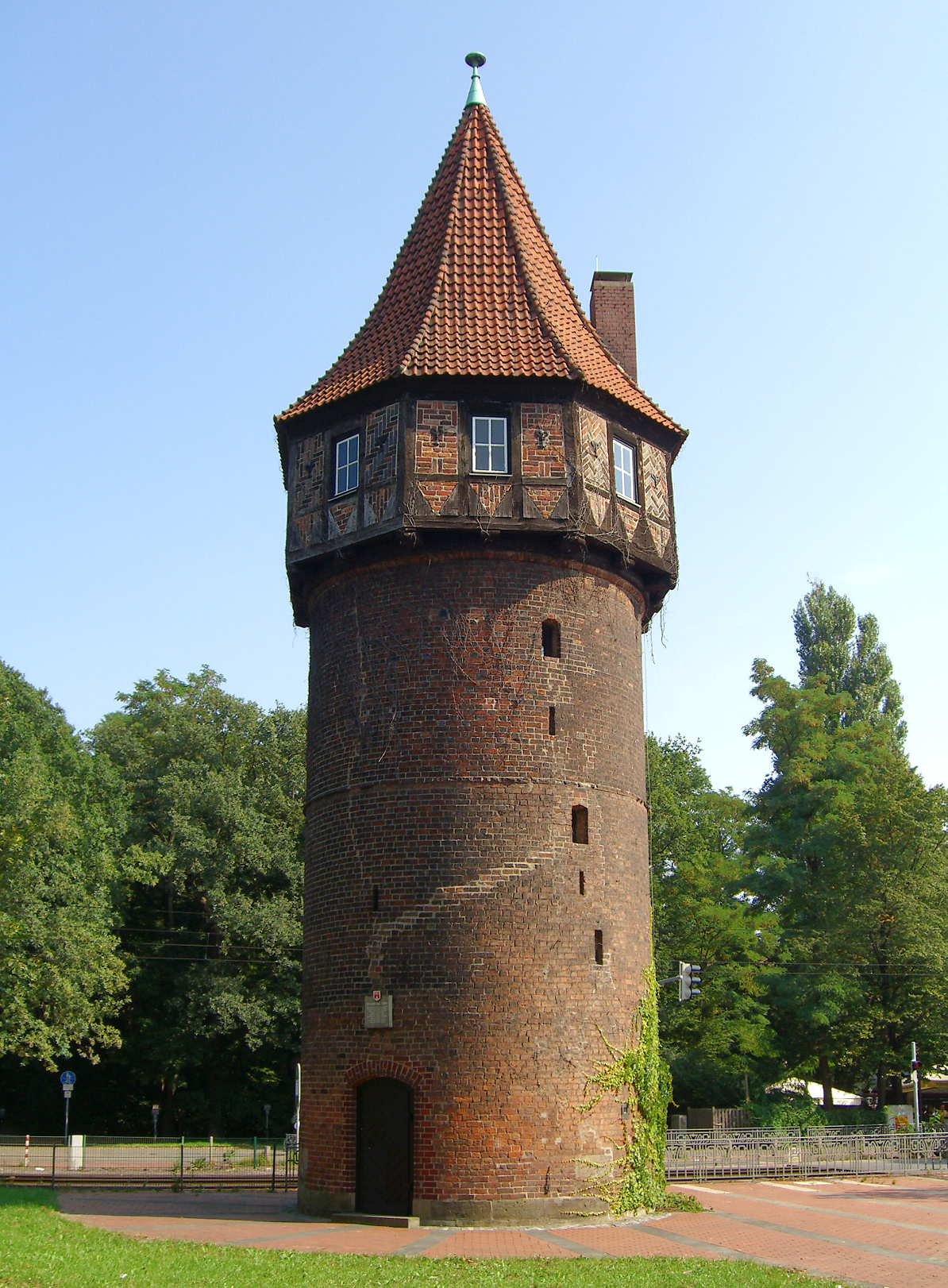
Döhrener Turm

Waldhausen liegt zwischen Maschsee und Eilenriede, die südliche Grenze nach Döhren wird gebildet durch die Güterumgehungsbahn Hannover, die östliche nach Waldheim durch die Bahnstrecke nach Göttingen, nördlich liegt der Stadtfriedhof Engesohde. Der kleine Stadtteil ist geprägt durch villenartige Einfamilienhäuser und gehört mit seiner gehobenen Altbausubstanz zu den bevorzugten und teuersten Wohnlagen in Hannover.
Gegen den Widerspruch von Waldhausener Bürgern sowie namhafter Architekten wurde 1971 die schlossartige Villa Willmer (im Volksmund auch Tränenburg genannt) an der Hildesheimer Straße (Ecke Güntherstraße) abgerissen. Die Villa war aus Ziegeln erbaut, da der Familie Willmer eine Ziegelei gehörte. Auf dem Grundstück und dem angrenzenden Park wurden anschließend Häuser mit Eigentumswohnungen errichtet. Seit 1954 steht in Waldhausen die Timotheuskirche.
Die Blutbuche in der Güntherstraße 31 ist als Naturdenkmal geschützt.
Der Stadtteil ist durch die B-Strecke der Stadtbahn (Linien 1, 2, 8) an das Stadtbahnnetz angeschlossen. Die Region Hannover plant die Errichtung einer neuen Station Hannover-Waldhausen für die S-Bahn Hannover auf der Brücke über die Hildesheimer Straße. Bei der Errichtung des Hochbahnsteiges für die Stadtbahnhaltestelle Döhrener Turm wurde dies bereits berücksichtigt und die Haltestelle näher an die Eisenbahnstrecke gelegt.
Prominente Bewohner des Stadtteils waren seit 2009 Altbundeskanzler Gerhard Schröder nebst Altkanzlergattin und Landespolitikerin Doris Schröder-Köpf; Gerhard Schröder zog im Jahr 2015 allein aus dem Haus seiner Familie aus; sowie seit 2013 der ehemalige Bundespräsident Christian Wulff, der im Jahr 2015 ebenfalls aus Waldhausen fortzog.

## Waldheim

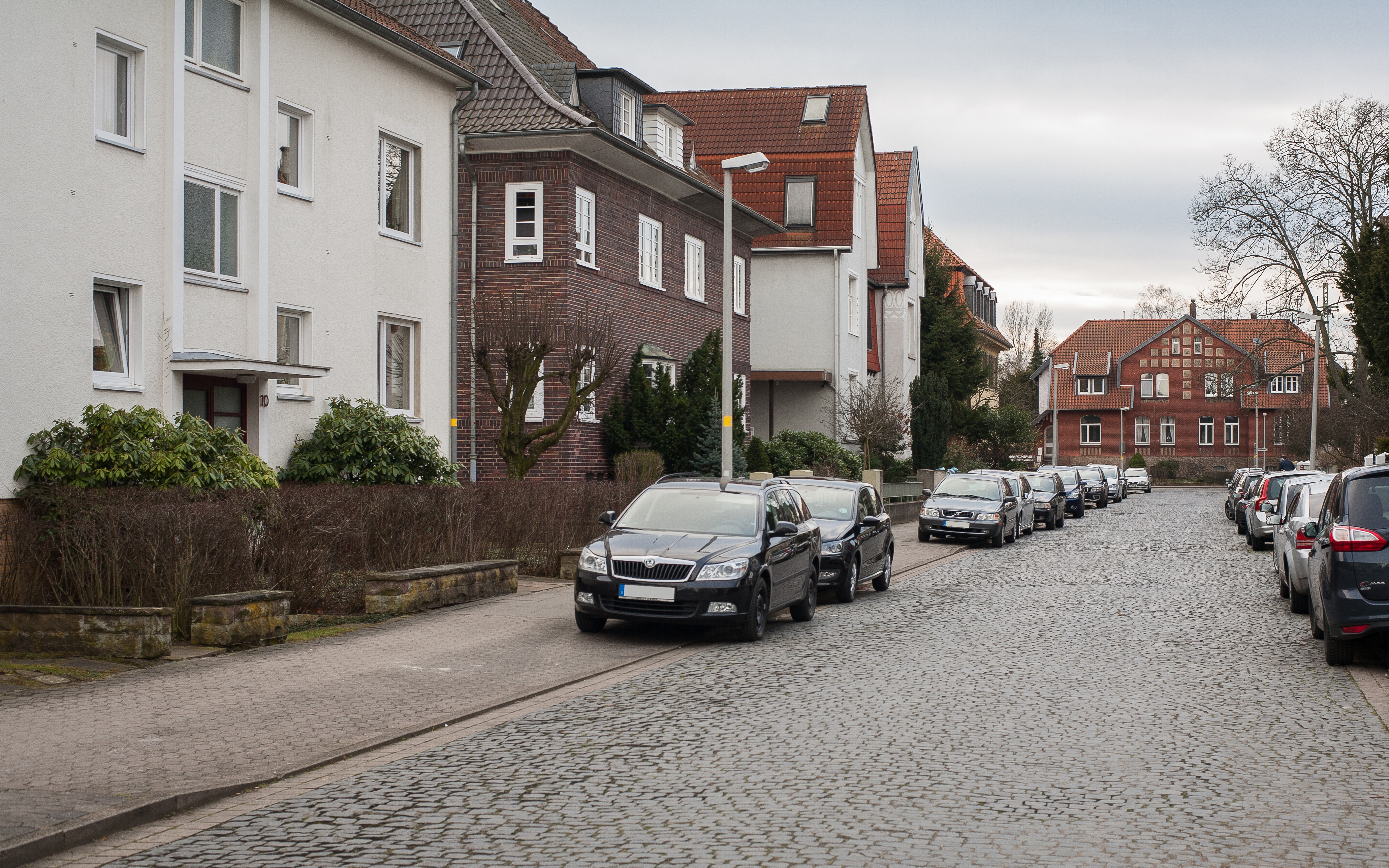
Waldheimstraße mit unterschiedlich alter Bebauung

Das östlich von Waldhausen gelegene Waldheim wird im Westen begrenzt durch die Eisenbahnstrecke Richtung Göttingen und im Südosten durch die Güterumgehungsbahn. Die nordwestliche Grenze bildet der Rand der Eilenriede in der verlängerten Linie der Gustav-Brandt-Straße bis zur Bemeroder Straße, die zusammen mit der Zuschlagstraße und dem Messeschnellweg die nordöstliche Grenze bildet.
Der Stadtteil ist um 1900 als Kolonie des Beamten-Wohnungsvereins entstanden. Er verfügt zum Teil über gehobene Altbausubstanz mit Einfamilienhäusern aus den 1950er bis 1970er Jahren und gilt als bevorzugte Wohnlage. Das Wohnviertel umfasst nur einen kleineren Teil des Stadtteils. Die nordwestliche Hälfte wird von der Eilenriede in Anspruch genommen, im nordöstlichen Viertel befinden sich Kleingärten.
Waldheim wird durch die Buslinien 128 und 134 mit drei Haltestellen erschlossen.

## Wülfel

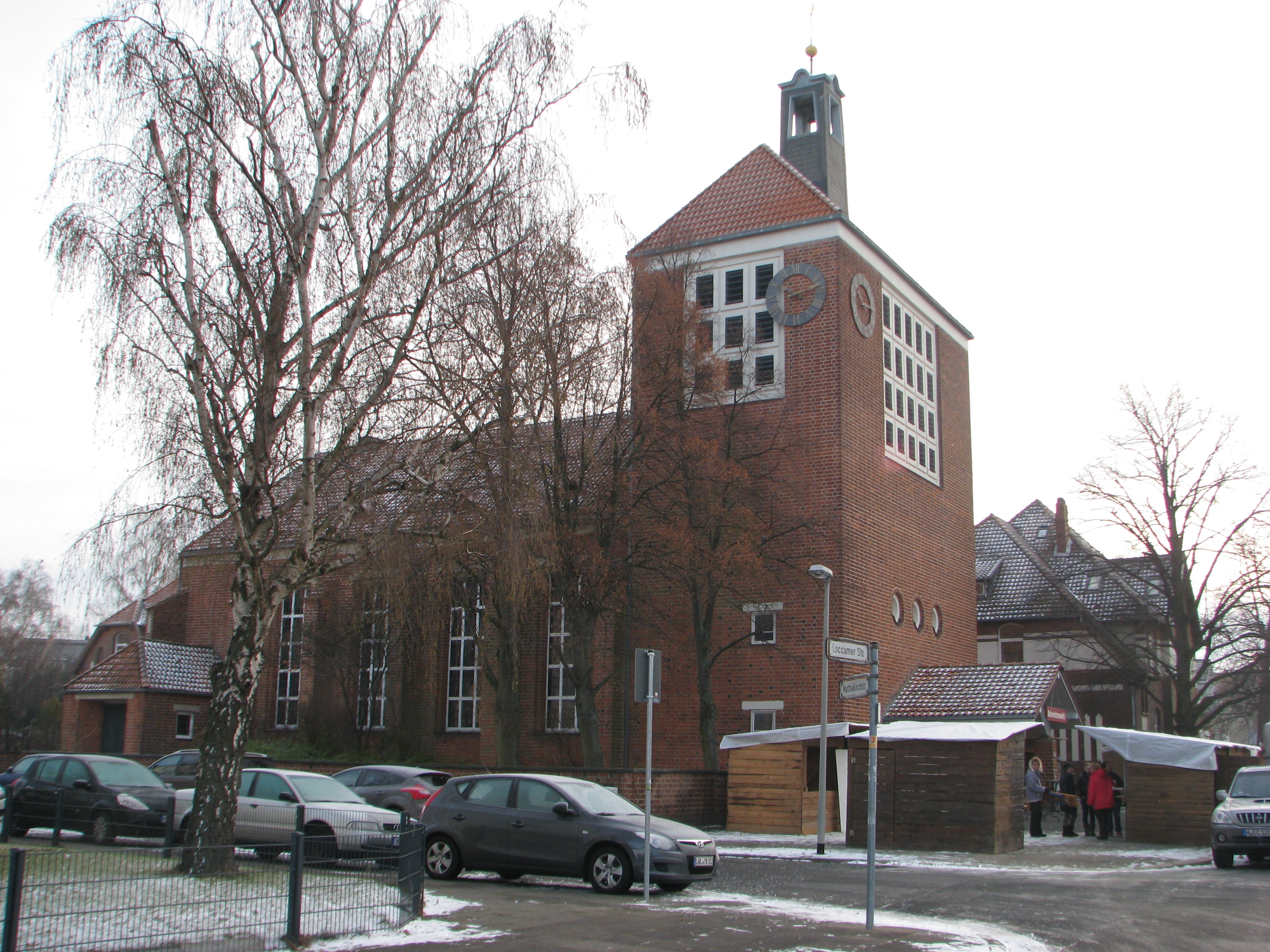
Matthäikirche Hannover-Wülfel

Wülfel liegt am südlichen Stadtrand Hannovers. Die nördliche Grenze bilden die Brückstraße, der Wiehegraben, Bothmerstraße und Garkenburgstraße, im Osten verläuft die Bahnstrecke nach Göttingen. Im Süden liegt das ehemalige Rittergut Wülfel. Dort geht die geschlossene Bebauung am Werner-von-Siemens-Platz über in das benachbarte Laatzen (Stadtteil Alt-Laatzen). Im Westen des Stadtteils befindet sich die Leinemasch mit den Ricklinger Kiesteichen. Hier kommt es bei Hochwasser der Leine häufig zu Überschwemmungen.
Am Rande der Leinemasch befindet sich die Radrennbahn Hannover.
Die eventuell schon um 1350 errichtete Wülfeler Kapelle wurde um 1900 zum Spritzenhaus umgebaut. Nach dessen Abriss 1916 wurde am Standort an der heutigen Stiegelmeyerstraße eine Munitionsfabrik errichtet. Eine Kirche im neugotischen Backsteinstil entstand 1911 an der Loccumer Straße. Diese Kirche wurde 1943 während des Zweiten Weltkriegs bei einem Bombenangriff teilweise zerstört. Die schlicht gehaltene evangelisch-lutherische Matthäikirche in Wülfel wurde 1956 nach Plänen von Kurt Habermann wieder errichtet. Die katholische Kirche St. Michael wurde 1969 errichtet, sie gehört seit 2010 zur Pfarrgemeinde St. Bernward. Auf diesem Grundstück lag bis in die Kriegsjahre hinein das Ausflugslokal mit Tanzsaal „Wülfeler Turm“. Es wurde bis auf einige Gebäudereste durch Bombenangriffe im Krieg zerstört. Der Name des Lokals war übernommen worden von dem an dieser Stelle ursprünglich befindlichen „Wülfeler Turm“, der zusammen mit dem „Döhrener Turm“ und dem „Laatzener Turm“ eine Achse von Wachtürmen bildete.
1859 wurde die Brauerei Wülfel gegründet und hatte hier ihren Sitz bis in die 1990er Jahre. Dieses Unternehmen wurde 1992 von der Gilde Brauerei Hannover aufgekauft, die alten Gebäude wurden abgerissen, Teile der Fassade jedoch erhalten. Auf dem Gelände wurden Einzelhandelsgeschäfte angesiedelt.

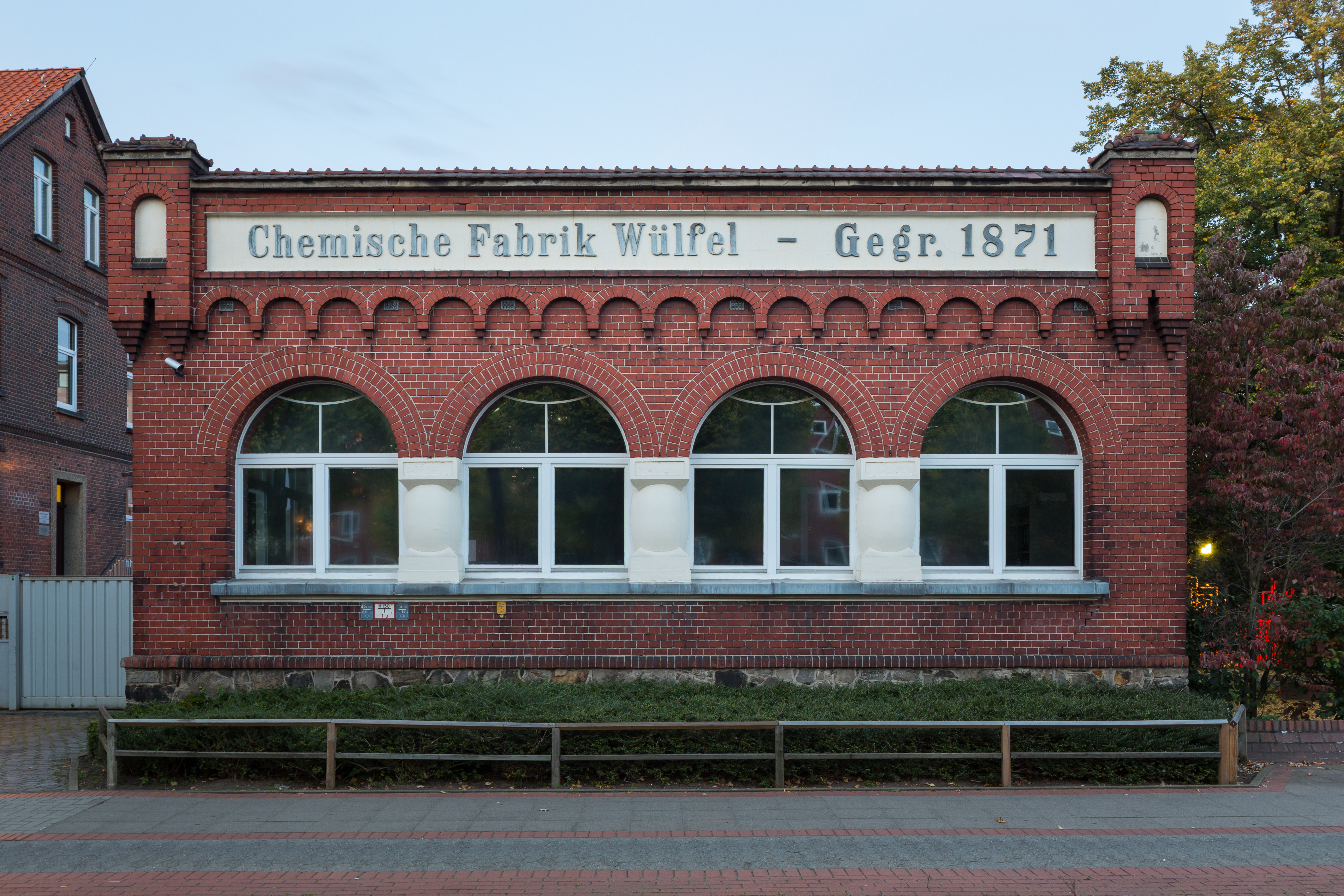
Chemische Fabrik Wülfel an der Hildesheimer Straße

Das Gebäude der 1871 gegründeten Chemischen Fabrik Wülfel ist bis heute erhalten, das Unternehmen firmiert als Chemische Fabrik Wülfel GmbH & Co. KG noch am selben Standort.
Wülfel verfügt über eine Freiwillige Feuerwehr, die für den abwehrenden Brandschutz und die allgemeine Hilfe sorgt. Die Schützengesellschaft Wülfel 1896 e. V. hat hier ihren Sitz.
An der Loccumer Straße in Wülfel liegen zwei Schulen: die Grundschule Loccumer Straße sowie die Kardinal-Bertram-Schule, eine katholische Grundschule, die 2014 das Gebäude der früheren Christian-Andersen-Schule (Förderschule Lernen) übernahm. Dort befindet sich auch eine Außenstelle der Dietrich-Bonhoeffer-Realschule, die ihre Hauptstelle in Döhren hat.

## Bezirksrat
Der Stadtbezirksrat Döhren-Wülfel besteht aus 19 hierfür gewählten Mitgliedern und wird von Bezirksbürgermeisterin Antje Kellner und deren Stellvertreterin Claudia Meier geleitet. Die Sitzverteilung, die Mitglieder des Stadtbezirksrates und ihre Erreichbarkeit, Bürgermeisterin und Stellvertretung sind auf der Webseite Hannover.de dargestellt. Der Bezirksrat dieses Stadtbezirks tagt etwa zehnmal im Jahr. Die Termine und die vorgesehenen Beratungspunkte der für die Öffentlichkeit zugänglichen Sitzungen sind neben der Bekanntgabe in den Tageszeitungen auch unter Hannover.de zu finden.
Die Stadt Hannover hat in ihrer Hauptsatzung von der Möglichkeit des Niedersächsischen Kommunalverfassungsgesetzes Gebrauch gemacht, dass die Mitglieder des Rates, deren Wahlbereich ganz oder teilweise im jeweiligen Stadtbezirk liegt oder die dort wohnen, dem Stadtbezirksrat mit beratender Stimme angehören.
Wahl 2021
Bei der Kommunalwahl vom 12. September 2021 blieb die SPD stärkste Partei und erhielt 6 Sitze. Bündnis 90/Die Grünen bekamen 5 Sitze, die CDU 4. FDP, Die Linke, AfD und die Partei erreichten je einen Sitz. Von den 19 gewählten Mitgliedern des Bezirksrates sind elf Frauen (SPD und CDU je vier, Grüne drei).
Wahl 2016
Bei den Kommunalwahlen vom 12. September 2016 wurde die SPD mit einem Stimmenanteil von 32,8 % wieder stärkste Partei (6 Sitze). Die CDU erreichte 27,9 % (5 Sitze), die Grünen 16,0 % (3 Sitze), die AfD 8,9 % (2 Sitze), die FDP 5,3 % (1 Sitz), die Linke 5,04 % (1 Sitz) und die PARTEI 1,8 % (1 Sitz).

## Bevölkerungsentwicklung

Einwohnerentwicklung im Stadtbezirk

| Entwicklung der Bevölkerungszahl seit 2011 | Entwicklung der Bevölkerungszahl seit 2011 | Entwicklung der Bevölkerungszahl seit 2011 | Entwicklung der Bevölkerungszahl seit 2011 | Entwicklung der Bevölkerungszahl seit 2011 | Entwicklung der Bevölkerungszahl seit 2011 | Entwicklung der Bevölkerungszahl seit 2011 | Entwicklung der Bevölkerungszahl seit 2011 |
| ------------------------------------------ | ------------------------------------------ | ------------------------------------------ | ------------------------------------------ | ------------------------------------------ | ------------------------------------------ | ------------------------------------------ | ------------------------------------------ |
| Jahr                                       | Döhren                                     | Mittelfeld                                 | Seelhorst                                  | Waldheim                                   | Waldhausen                                 | Wülfel                                     | Gesamt                                     |
| 2011                                       | 13.424                                     | 8.260                                      | 3.371                                      | 1.814                                      | 2.138                                      | 4.344                                      | 33.351                                     |
| 2012                                       | 13.473                                     | 8.271                                      | 3.411                                      | 1.749                                      | 2.154                                      | 4.383                                      | 33.441                                     |
| 2013                                       | 13.502                                     | 8.362                                      | 3.453                                      | 1.779                                      | 2.163                                      | 4.412                                      | 33.671                                     |
| 2014                                       | 13.539                                     | 8.448                                      | 3.480                                      | 1.789                                      | 2.171                                      | 4.457                                      | 33.884                                     |
| 2015                                       | 13.590                                     | 9.188                                      | 3.503                                      | 1.806                                      | 2.174                                      | 4.481                                      | 34.742                                     |
| 2016                                       | 13.748                                     | 8.656                                      | 3.542                                      | 1.756                                      | 2.267                                      | 4.450                                      | 34.419                                     |
| 2017                                       | 13.761                                     | 8.643                                      | 3.590                                      | 1.779                                      | 2.239                                      | 4.500                                      | 34.512                                     |
| 2018                                       | 13.658                                     | 8.975                                      | 3.674                                      | 1.810                                      | 2.228                                      | 4.459                                      | 34.804                                     |
| 2019                                       | 13.595                                     | 8.984                                      | 3.669                                      | 1.793                                      | 2.238                                      | 4.412                                      | 34.691                                     |
| 2020                                       | 13.582                                     | 8.806                                      | 3.644                                      | 1.732                                      | 2.227                                      | 4.382                                      | 34.373                                     |